# Pierre Victurnien Vergniaud
Pierre Victurnien Vergniaud (Limoges, 31 de mayo de 1753-París, 31 de octubre de 1793) fue un abogado, político y revolucionario francés perteneciente a los girondinos.
Fue un importante  orador de la Revolución francesa. Fue presidente de la Asamblea legislativa y de la Convención nacional. Famoso fue su discurso «La patrie en danger» del 3 de julio de 1792. También pronunció la suspensión del rey el 10 de agosto de 1792 y también el veredicto por el que se condenaba a muerte a Luis XVI.
- Datos: Q747460
- Multimedia: Pierre Victurnien Vergniaud / Q747460